# Piaggio P.8
Die Piaggio P.8 war ein Aufklärungsflugzeug des italienischen Herstellers Piaggio.

## Geschichte und Konstruktion
Die Piaggio P.8 wurde auf Grund einer Anforderung der Regia Marina nach einem kleinen Aufklärungsflugboot entwickelt, das vom großen italienischen U-Boot Ettore Fieramosca mitgeführt werden konnte. Das Flugzeug musste so konstruiert sein, dass es leicht montier- oder demontierbar war, damit es rasch in einem wasserdichten zylindrischen Hangar an Bord des U-Boots verstaut werden konnte, um die Gefahr für das während dieser Zeit aufgetaucht an der Oberfläche liegende U-Boot zu minimieren. Die P.8 war ein abgestrebter einsitziger Hochdecker mit zwei Schwimmern, das von einem Blackburn-Cirrus-II-Kolbenmotor mit 56 kW angetrieben wurde. Der Erstflug erfolgte im Jahre 1928.
Die P.8 war nur eines von mehreren kleinen Wasserflugzeugen, die für den Einsatz an Bord der Ettore Fieramosca getestet wurden. Keines der Flugzeuge wurde an Bord des U-Boots je tatsächlich eingesetzt und der Hangar 1931 vom U-Boot entfernt.

## Militärische Nutzung
- Italien
  - Regia Marina

## Technische Daten
| Kenngröße             | Daten                                     |
| --------------------- | ----------------------------------------- |
| Besatzung             | 1                                         |
| Länge                 | 5,64 m                                    |
| Spannweite            | 6,90 m                                    |
| Höhe                  | 3,80 m                                    |
| max. Startmasse       | 1420 kg                                   |
| Reisegeschwindigkeit  | 102 km/h                                  |
| Höchstgeschwindigkeit | 135 km/h                                  |
| Reichweite            | 320 km                                    |
| Triebwerk             | 1 × Blackburn Cirrus II mit 75 PS (55 kW) |